# Tuřany (kraj karlowarski)
Tuřany – wieś i gmina w Czechach, w powiecie Cheb, w kraju karlowarski. Według danych z dnia 1 stycznia 2012 liczyła 136 mieszkańców.